# Liste des châteaux en Lituanie
Bien que l'architecture en bois en Lituanie constitue une partie importante de l'histoire et de la culture du pays, la plupart des premiers châteaux de Lituanie, bâtis avec ce matériau, n'ont pas survécu l'épreuve du temps. Ceux qui subsistent sont des bâtiments en pierre et en brique datant du XIIIe siècle.

## Liste des châteaux et ruines de châteaux en Lituanie
| Image | Nom                               | Date de construction | Localisation   | État actuel               |
| ----- | --------------------------------- | -------------------- | -------------- | ------------------------- |
|       | ChâteauBaltadvaris                | 16e siècle           | Baltadvaris    | Ruines                    |
|       | Château de Biržai                 | 1586                 | Biržai         | Reconstruit               |
|       | Château de Dubingiai              | 1412–1413            | Dubingiai      | Ruines                    |
|       | Palais de Vaitkuškis              | 18e siècle           | Vaitkuškis     | Partiellement Reconstruit |
|       | Château de Eišiškės               | 15e siècle           | Eišiškės       | Ruines                    |
|       | Château de Kaunas                 | 14e siècle           | Kaunas         | Partiellement Reconstruit |
|       | Château de Klaipėda               | 13e siècle           | Klaipėda       | Ruines                    |
|       | Château de Medininkai             | 13e - 14e siècles    | Medininkai     | Reconstruit               |
|       | Château de Norviliškės            | 16e siècle           | Norviliškės    | Reconstruit               |
|       | Château de Panemunė               | 17e siècle           | Vytėnai        | Partiellement Reconstruit |
|       | Château de Raudondvaris           | 17e siècle           | Raudondvaris   | Reconstruit               |
|       | Château de Raudonė                | 16e siècle           | Raudonė        | Reconstruit               |
|       | Château de Rokantiškės            | 16e siècle           | Naujoji Vilnia | Ruines                    |
|       | Château de Siesikai               | 16e siècle           | Siesikai       | Reconstruit               |
|       | Château de Senieji Trakai         | 14e siècle           | Senieji Trakai | Ruines                    |
|       | Château de Trakai                 | 14e siècle           | Trakai         | Reconstruit               |
|       | Château de la péninsule de Trakai | 14e siècle           | Trakai         | Partiellement Reconstruit |
|       | Château de Tauragė                | 1844–1866            | Tauragė        | Rénové                    |
|       | Château de Vilnius                | 14e siècle           | Vilnius        | Partiellement Reconstruit |